# 高牆 (明朝)
高墙位于明中都禁垣东侧，是用于囚禁明朝皇族罪犯的特别监狱。

## 沿革
明太祖朱元璋登位後，將故鄉鳳陽升為中都，並興建修砌在此先祖陵。又於皇陵附近興設一監獄專門囚禁有罪宗室及其親屬，稱為「高牆」，囚禁于此的宗室称“罪宗”，被废黜的宗室及其后人多以其封号称为“某庶人”，如“建庶人”、“吴庶人”、“晋庶人”、“阳宗庶人”等。明惠帝次子朱文圭即在靖难之役後為明成祖監禁於高牆，在明英宗天順年間獲釋，但不久死去。明惠帝异母弟吴王朱允熥在靖难之役后被废为庶人，关押于高墙，十五年后去世（一说被成祖所杀），他的子孙同样在天顺年间获释。史料显示他的后代在成化年间依然有人在凤阳居住，且与朱文圭一家都已经有财力购买奴婢。
成化十一年（1475年），凤阳守备太监奏请释放已故罪宗朱磐熚遗孀王氏，明宪宗恩准。可王氏却不愿离开被囚禁的子女们，因此上奏请求允许她留在高墙内与儿女团圆，“虽居囹圄，得遂天伦，不忍分离”，宪宗将她和她的儿女全部一起释放。
弘治元年（1488年），都察院和刑部决定对高墙内罪宗子女与外界通婚网开一面，并要求凤阳巡抚等地方大员要对此给予重视，有到婚姻年龄的要提前报告，允许罪宗子女与当地官民或军人成婚，对婚嫁者每人给4匹布做衣，20两银子做首饰，再给猪、羊各4只。景泰三年（1452年），下诏要求对死在高墙的罪宗移到城外空闲地埋葬或烧化，但因宗室人不能随便出走，所以在外地的亲属不能来凤阳为死去的家人奔丧。
在弘治十八年（1505年）十二月户部给明武宗的汇报之中，高墙已经增加到了六处，并且强调指出“庶人生衍日繁，供亿浩大，非一府所能给”。这些庶人虽然都是有罪宗室，但毕竟是太祖后裔，即使身在高墙之中，也是有使女服侍的。最终武宗同意调用凤阳寿州正阳钞关所征商税来补贴高墙庶人之用，同时又严令庶人使女最多两人。此后由于庶人数量略有减少，仅正德年间就有至少300名罪宗获释，到明世宗嘉靖三十六年（公元1557年），高墙数量又重新降为五处，共有58处住宅，分别是东高墙（9宅）、中高墙（13宅）、西高墙（19宅）、四高墙（7宅）、五高墙（10宅），此后一直到南明弘光政权覆灭未再增加。高墙内“崇垣深渠，门楼敌台，不减郡县城郭规制，且在宫阙左掖，五墙不时修葺”。高墙门禁甚严，并专设“高墙军”警卫看管。明末崇祯朝高墙内仍有265名罪宗。

## 被关押者
有记载的曾被囚禁高墙的宗室还有：
- 靖江王朱守谦，第一代靖江王，洪武十三年（1380年）因罪被废为庶人，发配高墙，七年后复爵，但再次因罪被废。
- 汉世子朱瞻圻，汉王朱高煦嫡次子，永乐二十二年（1424年）因不孝被废为庶人，发配高墙，其父谋反失败后于宣德元年（1426年）被处死。
- 晋王朱濟熿，第二代晋王，宣德元年因勾结汉王朱高煦谋反被革爵发配，死于高墙。
- 岷藩廣通王朱徽煠，岷莊王朱楩庶四子，景泰二年（1451年）十月因谋反被废为庶人，国除，发配高墙，后令看守凤阳皇陵，不晚于弘治元年去世。
- 岷藩阳宗王朱徽焟，岷莊王朱楩庶四子，景泰三年（1452年）因谋反被废为庶人，国除，发配高墙。嘉靖四年（1525年），其家属获释，仍为庶人，准予在各王府居住。
- 宁藩臨川康僖王朱磐熚，宁献王朱权庶次子，天顺四年（1460年）因罪被废为庶人（一说被侄宁靖王朱奠培构陷），国除，发配高墙。成化二十一年（1485年）去世。二十三年，遗孀王氏等家眷获释。嘉靖三十五年（1556年）追复王位，但临川国不予恢复。
- 晋藩宁化王朱鍾鈵，弘治四年（1491年）因罪革爵，被废后不思悔改，于八年被废为庶人，正德三年（1508年）去世，获准归葬，其子孙恢复宁化王爵。
- 代藩襄垣王府镇国将军朱成银、朱成钻，襄垣王朱仕㙺长子、次子，成化十一年（1475年）因罪被废为庶人，不晚于二十二年十月发配高墙。
- 岷藩充城王朱膺锟，岷顺王朱音埑嫡三子，成化二十二年（1486年）因罪被废为庶人，国除，发配高墙，不晚于嘉靖四年（1525年）去世，其家人于该年获释，仍为庶人，准予在各王府居住。
- 唐藩新城王朱芝坦，唐宪王朱瓊炟庶四子，弘治十三年（1500年）因罪革爵，国除，发配高墙，正德十年（1515年）去世。
- 周藩平乐王朱安泛，周惠王朱同䥝庶五子，弘治十三年（1500年）因罪被废为庶人，国除，发配高墙。
- 宁藩锺陵王朱覲錐，宁靖王朱奠培庶三子，弘治十八年（1505年）因罪被废为庶人，国除，与其子镇国将军朱宸湤一同发配高墙，正德十三年（1518年）去世。嘉靖四年（1525年）其家属获释，仍为庶人，准予在各王府居住。
- 鲁藩归善王朱當沍，鲁庄王朱陽鑄九子，正德九年（1514年）被诬陷参与谋反，废为庶人，押送高墙后撞墙自尽。
- 代藩隰川王府镇国将军朱仕𡍫，隰川懿安王朱遜熮第十三子，弘治十八年（1505年）因罪被废为庶人，嘉靖三年（1524年）发配高墙，不晚于七年去世。
- 宁王朱宸濠第三子，本无名，正德十四年（1519年）其父叛乱失败后投水自尽被救，自取名“朱学”，嘉靖十五年（1536年）于南直隶霍丘县自首，发配高墙。
- 宁藩瑞昌王朱拱栟，因参与宁王之乱被废黜赐死，子孙发配高墙。弘光帝即位后大赦凤阳罪宗，四世孙朱議氻袭瑞昌王，后被监国鲁王朱以海封为翼王（永曆三年被俘遇害），其弟朱議瀝于隆武元年袭瑞昌王爵（同年被俘遇害）。
- 宁藩宜春王朱拱樤，因参与宁王之乱被废黜赐死，子孙发配高墙。弘光帝即位后大赦凤阳罪宗，四世孙朱議衍袭宜春王。
- 岷藩南安王朱彦泥，岷简王朱膺鉟庶次子，嘉靖四年（1525年）与王妃李氏因罪被废为庶人，废封国，发配高墙。
- 郑恭王朱厚烷，第五代郑王，嘉靖二十九年（1550年）因劝谏皇帝修道被废为庶人，发配高墙，隆庆元年（1567年）复爵。
- 代藩饶阳王府庶人朱充鱼，嘉靖三十一年（1552年）因与昌化王府庶人朱俊㯾、潞城王府中尉朱俊{木贷}一同杀人，其余两人赐死，朱充鱼发配高墙。
- 代藩饶阳王朱充，嘉靖三十三年（1554年）因罪被废为庶人，废封国，发配高墙，隆庆元年（1567年）获释回到王府。
- 徽悼王朱載埨，第四代徽王，嘉靖三十五年（1556年）因罪被废为庶人，废封国，发配高墙，未及启程即与众妻妾自缢身亡，隆武年间追复名号。
- 晋藩广昌镇国中尉朱知㷬（奉祀），广昌奉国将军朱表桧侄，嘉靖三十七年（1558年）因罪发配高墙。
- 伊哀王朱典楧，第七代伊王，嘉靖四十三年（1564年）因淫暴被废为庶人，废封国，与妻妾一同发配高墙，万历十年（1582年）死于高墙，归葬洛阳，隆武年间追复名号。
- 沈藩沁源长子朱珵場，沁源康裕王朱恬煒嫡长子，因罪被废为庶人，发配高墙。
- 辽愍王朱憲㸅，第八代辽王，隆庆二年（1568年）因谋反被废为庶人，废封国，发配高墙，南明隆武年间平反复爵。
- 周藩富阳王朱勤煋，万历元年（1573年）因罪被废为庶人，废封国，发配高墙。
- 周藩新会王朱睦樒，万历十二年（1584年）因罪被废为庶人，废封国，发配高墙。
- 楚藩辅国中尉朱华趆，“伪楚王案”主谋，万历三十一年（1603年）因诬告楚王兄弟非先王亲生，与妻子王氏同被废为庶人，发配高墙。
- 唐王朱聿键，第八代唐王，崇祯九年（1636年）因擅自出兵勤王讨伐李自成而被废为庶人，与王妃曾氏发配高墙，关押期间倍受守陵太监虐待。崇祯十七年（1644年），京师陷落，获释，加封南阳王。次年，即南明弘光元年（清顺治二年，1645年）五月，弘光帝被俘，六月，以唐王身份在福建监国，闰六月即皇帝位，改元“隆武”。又次年，兵败身亡。